# 41 Eskadra Rozpoznawcza
41 eskadra rozpoznawcza – pododdział lotnictwa Wojska Polskiego w II Rzeczypospolitej.
Sformowana w 1924 jako 41 eskadra wywiadowcza. W 1925 eskadrę przemianowano na 41 eskadrę lotnicza, a cztery lata później na 41 eskadrę liniową. W sierpniu 1939, po przeprowadzeniu mobilizacji, przyjęła nazwę 41 eskadry rozpoznawczej. Jej uzbrojenie we wrześniu 1939 stanowiły samoloty PZL-23 „Karaś”.
W okresie kampanii wrześniowej 41 eskadra rozpoznawcza walczyła w składzie lotnictwa Armii „Modlin”.
Godła eskadry:
- czerwony ukośny krzyż na tle białego kwadratu z czerwoną obwódką – na samolotach „Potez”
- czerwony Gryf Pomorski na tle białego pięcioboku z czerwoną obwódką – na samolotach PZL-23 „Karaś”

## 41 eskadra w okresie pokoju
Zgodnie z planem rozbudowy lotnictwa wojskowego, w maju 1924  podjęto organizację 4 pułku lotniczego w Toruniu. Personel nowo formowanej 41 eskadry wywiadowczej stanowili byli instruktorzy piloci i obserwatorzy, zlikwidowanej Szkoły Obserwatorów i Strzelców Lotniczych w Toruniu. Wyposażenie stanowiły samoloty różnych typów, w większości przestarzałe i wyeksploatowane. Niewielka liczba załóg i zużyty sprzęt uniemożliwiały prowadzenie regularnego szkolenia. Organizacyjnie eskadra weszła w skład I dywizjonu wywiadowczego. 
W maju 1925 eskadrę  przemianowano na „lotniczą”, a we wrześniu eskadra otrzymała pierwsze samoloty Potez XV. W styczniu 1926 uzyskano etatowy stan 6 samolotów. Następowała również poprawa w obsadzie etatów personelu latającego poprzez dopływ absolwentów specjalistycznych szkół i kursów lotniczych. Wiosną  rozpoczęło się doskonalenie załóg zgodnie z obowiązującym programem szkolenia.
W czerwcu 1927 eskadra po raz pierwszy odbyła szkołę ognia lotniczego na poligonie Toruń-Podgórz. 
Latem 1928 eskadra wzięła udziale w szkole ognia, a pluton  por.pil. Stefana Micewskiego w ćwiczeniach 4 Dywizji Piechoty w rejonie Brodnica–Lidzbark.
W 1929 nastąpiła kolejna reorganizacja lotnictwa wojskowego. Eskadrę „lotniczą” przemianowano na „liniową” i zwiększono etat samolotów z 6 do 10 sztuk. Miało to duży wpływ na przebieg szkolenia. Można było już realizować pełny program wyszkolenia w zakresie doskonalenia załóg w lotach i zadaniach grupowych.
W kwietniu pluton foto por. obs. Gabriela Milczewskiego wykonał zdjęcia lotnicze wylewu Szczary, a w szkole ognia na poligonie Toruń  uczestniczył klucz por. pil. Kazimierza Kielicha. Całością sił eskadra wzięła udział w letnich ćwiczeniach współdziałając z oddziałami ogólnowojskowymi garnizonu Bydgoszcz i Grudziądz.
W 1930 por. obs. Gabriel Milczewski zdobył I nagrodę na Międzynarodowej Wystawie Artystyczno-Fotograficznej w Paryżu za zdjęcie lotnicze pn. „Kolegiata”. W wystawie uczestniczyli przedstawiciele Anglii, Belgii, Francji, Holandii, Kanady, Niemiec, Polski, Szwajcarii i Włoch.
W tym też czasie eskadra rozpoczęła przezbrajanie na samoloty Potez XXVII. Załogi eskadry odbyły ćwiczenia letnie na poligonie Toruń-Podgórz i wzięły udział w manewrach 29 Dywizji Piechoty.
W listopadzie 1931 rozpoczęto wymianę Potezów XXVII na samoloty Potez XXV. Pod koniec stycznia 1932 eskadra dysponowała już etatowym kompletem samolotów Potez XXV. W czasie ćwiczeń letnich plutony eskadry współdziałały z wielkimi jednostkami DOK VIII. W lecie 1933 klucz pod dowództwem kpt. Borowego obsługiwał szkołę ognia artylerii na poligonie Trauguttowo. Detaszowany pluton dowodzony przez por. obs. Witolda Popławskiego uczestniczył w ćwiczeniach międzydywizyjnych w rejonie Lwowa, a pluton por. pil. Tadeusza Czołowskiego wykonywał prace zlecone przez Wojskowy Instytut Geograficzny. W zawodach eskadr liniowych „O Puchar Przechodni im. płk. pil. Jana Seniorka” I miejsce zdobyli ppor. pil. Zdzisław Bruszewski i plut. strz. sam. Franciszek Rudnicki.
W lecie 1934 załogi odbyły ćwiczenia lotnicze wraz z koncentracją w rejonie Płock-Gniezno, a na Pomorzu współdziałały z artylerią i Brygadą Kawalerii „Poznań”. Działały też na terenie Lubelszczyzny podczas międzydywizyjnych manewrów.
Rozkazem dziennym nr 246/35 z 28 października w oparciu o rozkaz Szefa Departamentu Aeronautyki  L.dz. 695/tjn. Og.Org. z 13 czerwca 1935, w 4 pułku lotniczym wprowadzono numerację samolotów.
Maszyny 41 eskadry otrzymały numery: od 01 T do 10 T (dowódcy I dywizjonu – 67 T). Dla odróżnienia samoloty 42 eskadry miały malowane kołpaki kół w kolorze czerwonym, a Potezy 41 eskadry w niebieskim.
Latem 1936 eskadra przebywała na warszawskim węźle lotnisk, uczestnicząc w ćwiczeniach lotnictwa i wielkiej rewii powietrznej nad Warszawą. 
12 sierpnia 1937 eskadra otrzymała z 3 pułku lotniczego pierwszy samolot typu PZL-23 „Karaś”. zapoczątkowało to wymianę przestarzałych Potezów na bardziej nowoczesne samoloty produkcji krajowej.
W tych dniach eskadra uczestniczyła w dużych manewrach na terenie Wielkopolski i Pomorza. Z eskadry wydzielono pluton łącznikowy dla potrzeb kierownictwa ćwiczenia. Po powrocie z ćwiczeń personel eskadry odbył kurs obsługi i eksploatacji samolotu PZL-23 „Karaś”.
W marcu 1938 eskadra w składzie dywizjonu odleciała na lotnisko Lida i w dniu 20 marca uczestniczyła w masowym przelocie 108 samolotów typu „Karaś" wzdłuż granicy polsko-litewskiej. W lecie z uwagi na zaistniałą sytuację polityczną personel eskadry przebywał na lotnisku.

## Działania 41 eskadry rozpoznawczej w 1939
W 1939 nastąpił wzrost napięcia międzynarodowego w stosunkach polsko-niemieckich. W 41 eskadrze trwał gruntowny przegląd techniczny samolotów i taboru samochodowego. Od marca sukcesywnie wcielano do jednostki przybywających rezerwistów. W czerwcu przydzielono eskadrze 6 absolwentów Szkoły Podchorążych Lotnictwa w Dęblinie i 2 podchorążych rezerwy.

### Mobilizacja eskadry
W dniach 24-26 sierpnia 1939 przeprowadzono w 4 pułku lotniczym mobilizację. Eskadra została przemianowana na „rozpoznawczą”. 27 sierpnia rzut kołowy eskadry odjechał transportem kolejowym na lotnisko polowe. 31 sierpnia, eskadra otrzymała rozkaz odlotu na lotnisko Mokotów. Ze względu na  trudne warunki atmosferyczne, dowódca pułku płk pil. Bolesław Stachoń dał sygnał do startu dopiero 1 września o 7.00.
8 samolotów „Karaś” i 1 RWD–8 wystartowało do Warszawy mimo utrzymującej się mgły i deszczu. Po wylądowaniu na lotnisku Mokotów, dowódca eskadry otrzymał rozkaz przelotu na lotnisko polowe Zdunowo.

### Walki eskadry w kampanii wrześniowej

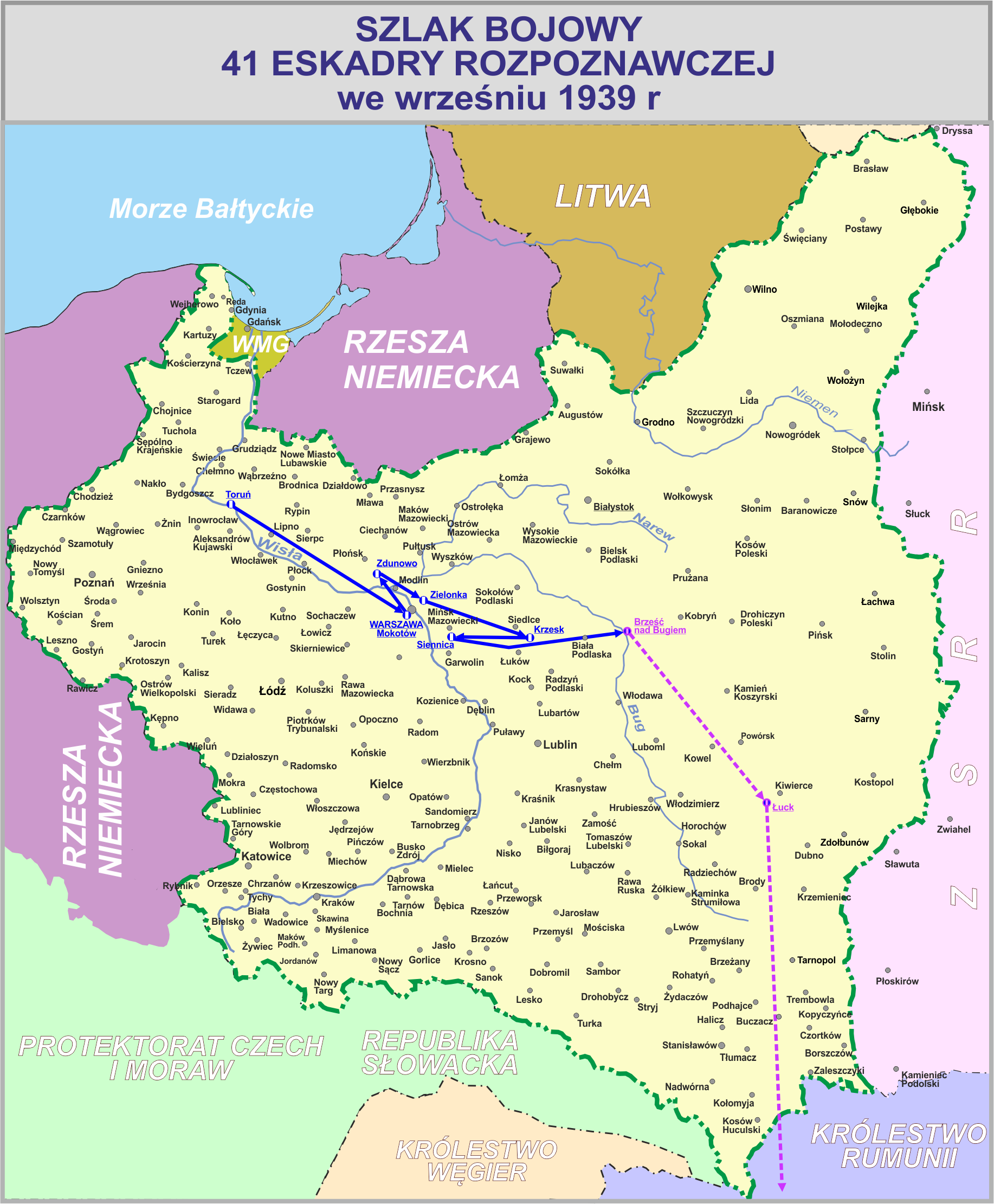

We wrześniu 1939 eskadra walczyła w składzie lotnictwa Armii „Modlin”.
1 września eskadra nie wykonywała lotów bojowych. Wieczorem dowódca eskadry otrzymał od dowódcy lotnictwa Armii „Modlin” płk. pil. Tadeusza Praussa do wykonania 3 zadania rozpoznawcze.
2 września załoga por. obs. Malinowskiego z ppor. pil. Kuzianem i st. szer. strz. Rybackim poleciała na pierwsze zadanie bojowe eskadry. Jego celem było rozpoznanie dróg na kierunkach Przasnysz–Chorzele–Willenberg – Grudusk. Według relacji obserwatora zrzucono bomby na stację kolejową Niedenburg , zrzucono także bomby na stację kolejową w Nidzicy.
Na rozpoznanie ruchu i kierunków marszu oddziałów niemieckich polecieli też ppor. obs. Strejmik, kpr. pil. Janicki i kpr. strz. Jankowski. Po południu wystartowali: pchor. obs. Tuszyński, kpr. pil. Leszkiewicz i st. szer. strz. Komornicki. Nie wykryto żadnych znaczniejszych ruchów wojsk na terenie Prus Wschodnich.
3 września wykonywano 5 zadań rozpoznawczych. Rano rozpoznanie ruchów wojsk na drogach Chorzele–Willenburg–Ortelsburg–Allstein–Neidenburg–Allstein wykonali: pchor. obs. Ośmiałowski, kpr. pil. Thiesler i st. szer. strz. Talkowski. Wykryto kolumny kawalerii i samochodów. Załoga otworzyła do nich ogień. W południe poleciała załoga: pchor. obs. Pokorniewski, kpr. pil. Soroko i pchor. strz. Kisielnicki. Rozpoznawano w rejonie Mławy, Jedwabna i Chorzeli. Załoga: por. obs. Hałłas, kpr. pil. Thiesler i st. szer. strz. Talkowski, poszukiwała dużej jednostki pancernej na północ od Zawady. Awizowanej jednostki pancernej nie odnaleziono. Ponadto dwukrotnie startowali ppor. obs. Wierzbicki, kpr. pil. Oleksiński i kpr. strz. Tęgowski. 
4 września ppor. obs. Strejmik, kpr. pil. Głydziak i kpr. strz. Tęgowski przeprowadzili głęboki rajd na zaplecze wrogą. Rozpoznawali na kierunkach Działdowo–Neidenburg–Uzdowo, Neidenburg–Willenberg–Ortelsburg. Ustalono wzmożony ruch kolejowy.
Około godz. 8.30 eskadra otrzymała zadanie zorganizowania wyprawy bombowej. „Karasie” miały być osłaniane przez własne myśliwce. 

Przebieg akcji tak relacjonuje dowódca eskadry:

Bombardowanie miało wykonać 6 samolotów „Karaś”. Jako cel bombardowania podano trójkąt na mapie 1:100 000 o bokach 4–5 cm. W rozkazie zaznaczono, by przy bombardowaniu uważać na własne wojska, które pomieszały się w tym obszarze z wojskami npla. Podano także w rozkazie, że chodzi tu o działanie wybitnie moralne, dlatego bombardowanie odbyło się bez rozpoznania celu. Własne samoloty myśliwskie miały wystartować w chwili przelotu wyprawy bombowej nad lotniskiem myśliwców. Nakazano również bombardowanie bombami 50 kg i 21,5 kg (jeden ładunek). Ponieważ eskadra miała bomby niemieckie Pu.W i zapalniki o działaniu odśrodkowym, nakazałem bombardowanie z wys. 700 m, gdyż zachodziła obawa, że bomby zrzucone z małych wysokości (50-300 m, jak domagało się d-two armii) nie wybuchną. Poza tym, ze względu na małe i miękkie lotnisko samoloty zabrały tylko po 4 bomby 50 kg (zamiast 6 bomb) lub 16 bomb 12,5 kg (zamiast 24 po 12,5 kg). Mimo tego 1 samolot rozbił się przy starcie (załoga bez obrażeń), a drugi „Karaś” nie mogąc oderwać się od lotniska – nie wystartował. Wyprawę poprowadził oficer taktyczny eskadry. Przy silnej OPL ziemnej bombardowanie przeprowadzono w nakazanym rejonie. W czasie bombardowania 3 samoloty niemieckie próbowały atakować, lecz podeszły tylko raz ostrzeliwując z daleka (300-400 metrów) i odleciały. Wynik bombardowania był bardzo nikły. Z wyprawy wróciły wszystkie samoloty. Przy lądowaniu 1 samolot zniósł podwozie. Powód - przestrzelony przewód powietrzny i zahamowanie prawego kola; drugi samolot postawił się „na silniku”. Powód – koło wpadło w świeżo wykopane kretowisko i podmokły teren. Drugą wyprawę odwołano.

Wieczorem eskadra przegrupowała się na lotnisko Warszawa-Mokotów. Ze względu na brak samochodów, mienie eskadry przewożono etapami do Jabłonny.
Z uwagi na szybki marsz jednostek niemieckich, część personelu pod dowództwem ppor. Dyszlewskiego musiała z bronią w ręku przedzierać się ze Zdunowa do Modlina. Przed wycofaniem się spalono uszkodzone 3 „Karasie”.
5 września eskadra została uzupełniona dwoma samolotami PZL.43. Pierwotnie przyznano eskadrze 5 samolotów, jednak trzy zostały zniszczone podczas bombardowania. Po południu rzut powietrzny przegrupował się na lotnisko Zielonka. Wykonano tylko 1 lot rozpoznawczy. Wykryto w rejonie Nasielska kolumnę pancerną oraz dochodzącą do Wkry jednostkę zmotoryzowaną.
6 września załoga: por. obs. Malinowski, kpr. Oleksiński i st. szer. strz. Tęgowski prowadziła rozpoznanie na drogach Serock–Pułtusk–Różan–Przasnysz–Ciechanów–Gąsocin–Nowe Miasto–Płońsk–Zakroczym. Większego ruchu wojsk niemieckich nie stwierdzono. Meldunek ciężarkowy zrzucono przy sztabie Armii „Modlin”. Rozpoznając w rejonie Ciechanowa, por. obs. Malinowski, por. pil. Kuzian i pchor. strz. Kisielnicki, wykryli zgrupowanie czołgów. Załoga zbombardowała kolumnę, a potem ostrzelała ją ogniem karabinów maszynowych. Załoga podchorążych Ośmiałowskiego, Radwańskiego i Tabaczyńskiego ustaliła kierunki marszów długich kolumn samochodowych jadących w kierunku na Przasnysz oraz kolumnę pancerną kierującą się na Grudusk. W pobliżu Gruduska załoga zniszczyła balon obserwacyjny i obrzuciła bombami stację kolejową Chorzele. Rozpoznanie prowadziły też załogi ppor. obs. Kardasza i pchor. obs. Malinowskiego.
Wyniki rozpoznania załogi przekazywały meldunkami ciężarkowymi. Późnym popołudniem ppor. obs. Wierzbicki i kpr. pil. Bednarek wyszukiwali nowych lądowisk dla eskadry. Tego dnia stracono dalsze 2 „Karasie”: Jeden lądował przymusowo na skutek przestrzelonego zbiornika paliwa, a drugi wyłamał podwozie przy lądowaniu.
7 września w rejon Wyszkowa polecieli ppor. obs. Strejmik, kpr. pil. Janicki i st. szer. strz. Szymański. Załoga została zestrzelona nad Modzelami. Wszyscy lotnicy zginęli. Zadanie dublowali pchor. obs. Malinowski, kpr. pil. Gusowski i kpr. strz. Majewski.
Po południu załoga pchor. Pokorniewskiego z kpr. pil. Bojakowskim i st. szer. strz. Ostrowskim rozpoznała drogi Pułtusk–Ciechanów–Przasnysz–Wężewo. Stwierdzono kilka kolumn piechoty w marszu na Pułtusk, Gąsocin i Ciechanów. Rozpoznanie przerwano na skutek ataku 2 Me-109, z których jeden, według meldunku obserwatora, został prawdopodobnie zestrzelony.
W tym samym czasie załoga por. obs. Malinowskiego rozpoznawała ruchy wojsk na kierunkach Sierpc–Nowy Dwór–Wyszków. Mając przestrzelony zbiornik paliwa lądowała koło Piaseczna. Kolejna załoga lądowała przymusowo koło Sochaczewa. Nad ranem lotnicy wystartowali, ale nie mogąc znaleźć lotniska, ponownie przygodnie lądowali rozbijając doszczętnie samolot. Po południu por. Chomka z kpr. pil. Rzewuskim wyszukiwali na RWD-8 nowych lądowisk.
8 września załogi wykonały 5 zadań rozpoznawczych. Wykryto między innymi kolumnę czołgów i artylerii w marszu z Różana do Ostrowi Mazowieckiej.
Po południu samoloty Luftwaffe ostrzelały lotnisko eskadry. W związku z tym kpt. Chrzanowski postanowił zmienić lotnisko, a wieczorem ciężki rzut kołowy skierował pod Mińsk Mazowiecki. Zaopatrzenie w paliwo stawało się coraz trudniejsze. Patrole „benzynowe” dostarczały materiały pędne aż z Dęblina.
9 września rzut powietrzny eskadry odleciał na lądowisko Krzesk. Przy lądowaniu rozbił się 1 „Karaś”. Gdy wiadomość o zmianie lotniska dotarła do dowódcy lotnictwa armii, anulował on decyzję dowódcy eskadry i nakazał powrót 2 załóg do Zielonki. W tym dniu por. obs. Malinowski, kpt. pil. Kołodziejek i st. szer. strz. Blachowski, rozpoznali sytuację na drogach Nasielsk–Ciechanów–Pułtusk–Maków–Różan–Ostrów–Mława–Wyszków–Serock stwierdzając  duże zgrupowania broni pancernej. Załoga obrzuciła bombami kolumnę artylerii i czołgów.
Po południu ta sama załoga poleciała z Zielonki w rejon Mławy, wykrywając dużą jednostką pancerną maszerującą na Ciechanów. W tym dniu prowadziły rozpoznanie też załogi pchor. obs. Malinowskiego, por. Chomki i por. Hałłasa. Wyniki rozpoznania mogły sygnalizować nowe uderzenie na wycofujące się wojska Armii „Modlin”.
10 września, lecącemu w rejon Pułtusk–Wyszków samolotowi urwało się śmigło. Załoga odniosła lekkie obrażenia. Po południu kpt. Chrzanowski otrzymał rozkaz przesunięcia eskadry na lądowisko Siennica. Podczas przelotu myśliwce niemieckie zestrzeliły samolot PZL-43 „Czajka” z załogą - ppor. obs. Kardasz, kpr. pil. Oleksiński i kpr. strz. Majewski. W tym dniu do eskadry wcielono ppor. rez. pil. Maksymiliana Lewandowskiego.
11 września eskadra nie wykonywała lotów bojowych. Po południu samoloty Lufwaffe zbombardowały i ostrzelały budynki, gdzie kwaterował personel eskadry. Strat w ludziach i sprzęcie nie było. Eskadra otrzymała rozkaz przegrupować się do Brześcia. Po drodze załoga: por. obs. Malinowski, ppor. pil. Kuzian i pchor. obs. Klocek jako strzelec, otrzymała zadanie rozpoznania rejonu Ciechanów–Płońsk–Nasielsk.

Porucznik Malinowski wspomina:

Miałem wykonać lot bojowy w rejon Ciechanów–Płońsk–Nasielsk. Po wykonaniu zadania mieliśmy lądować w Brześciu nad Bugiem, dokąd skierowano także resztę eskadry drogą kołową. W czasie lotu powrotnego, gdy przelatywaliśmy na północ od Warszawy, zaatakowały nas dwa Me-109. Pierwszy zauważył je pchor. strzelec Klocek i pilot zdążył wykonać skręt na zbliżające się samoloty. Po chwili jeden z myśliwców rozpoczął ogień. Nie pozostaliśmy dłużni. Nasze nowe karabiny maszynowe typu „Szczeniak” (załoga leciała na samolocie PZL-43) zamontowane po dwa na stanowisku Strzelca i obserwatora pracowały świetnie. Walka trwała. Nasze pociski smugowe ginęły gdzieś blisko atakującego Niemca. Pilot – por. Kuzian dobrze się napocił, co chwila wykonując odpowiednie skręty. Samolot tracił powoli wysokość, aby prowadzić walkę nad ziemią. Co chwila było słychać charakterystyczny dźwięk trafień w nasz samolot. W pewnym momencie usłyszałem trzask tłuczącego się szkła. Spojrzałem w stronę pilota i zobaczyłem jego skuloną nad sterami postać. Zegary były potłuczone. Seria naprawdę celna. Trochę niżej i już byłoby po wszystkim. Walczymy dalej. Nie dajemy się. Jesteśmy zachwyceni naszymi kaemami, na pewno obaj myśliwcy dobrze od nas oberwali. Aż dziw, że żaden nie spadł. Atakują nadal: jeden z góry, drugi z dołu, lecz nasz ogień nie dopuszcza ich na bliższą odległość. Nagle Niemcy przestali strzelać. Poruszali skrzydłami i odlecieli na północ. Wzięliśmy kurs na Brześć. Podnieceni walką nie zauważyliśmy że nasz silnik pracuje bardzo ciężko, prawdopodobnie samolot ma poważne uszkodzenia. Dobrze, że jesteśmy nad własnym terenem i wyszliśmy cało z tak ciężkich opresji. Nauczeni doświadczeniem, że można także oberwać od własnych wojsk, lecimy w stronę lotniska bezdrożami. Już z daleka widać Brześć. Silnik coraz częściej zaczyna kichać, ale już dochodzimy do lotniska. Pilot wprost z kursu podchodzi do lądowania, ziemia zbliża się. W pewnym momencie czuję, że koła dotykają zielonej runi lotniska... Nagle słyszę jakiś ogromny trzask i tracę przytomność...

Wypadek nastąpił na skutek wpadnięcia koła samolotu w lej po bombie. Załoga odniosła jedynie lekkie obrażenia. Zniszczony samolot był ostatnim, którym dysponowała eskadra.

12 września personel eskadry odjechał samochodami do Łucka. Dowódca eskadry oczekiwał na dalsze rozkazy.
13 września dowódca lotnictwa Armii „Modlin” płk Tadeusz Prauss wydał podległym jednostkom rozkaz reorganizacyjny. 
W części dotyczącej 41 eskadry rozpoznawczej brzmi on następująco:

Na podstawie rozkazu NDL i OPL l.dz. 3/10/Op. z dnia 10.IX.39 zarządzam: 
3. Kpt. Sawczyński St. obejmie d-two 41 esk. od kpt. Chrzanowskiego Wł. Rzut powietrzny będzie sformowany z rzutu pow. 51 esk., ponieważ ta eskadra nie jest w pełnym składzie. Kpt. Sawczyński pozostawi niezbędną ilość załóg i obsługi stosownie do ilości otrzymanych samolotów. Nadmiar personelu pod d-twem kpt. Chrzanowskiego skierować do m. Kuty, nadmiar materiału oddać w Bazie SPLdM w Łucku. Personel kierowany do m. Kuty zamelduje się u Kmdta SPLdM, który zarządzi dalszy transport. Przeorganizowane eskadry 41 i 51 oczekują na obecnym m.p. na dalsze rozkazy, które prześlę pod adres Kmdy Garnizonu Łuck.
Dowódca Lotnictwa Prauss płk pil.

Po otrzymaniu rozkazu kpt. Chrzanowski przekazał dowodzenie i z nadwyżką personelu latającego udał się do Kut, a rzut kołowy skierował do Kołomyi.
18 września dowodzona przez kpt. Chrzanowskiego część personelu latającego i naziemnego eskadry przekroczyła granicę polsko-rumuńską.
| Działania eskadry | Działania eskadry                                                                               | Działania eskadry                                                                               | Działania eskadry                                                                               |
| ----------------- | ----------------------------------------------------------------------------------------------- | ----------------------------------------------------------------------------------------------- | ----------------------------------------------------------------------------------------------- |
|                   | Loty bojowe                                                                                     | Tonaż bomb                                                                                      | Zestrzelenia                                                                                    |
| 32                | 2 tony                                                                                          | 1 balon obserwacyjny                                                                            |                                                                                                 |
| Straty eskadry    |                                                                                                 |                                                                                                 |                                                                                                 |
| Polegli           | ppor. Kardasz, ppor. Strejmik, kpr. Janicki, kpr. Oleksiński, kpr. Majewski, st.szer. Szymański | ppor. Kardasz, ppor. Strejmik, kpr. Janicki, kpr. Oleksiński, kpr. Majewski, st.szer. Szymański | ppor. Kardasz, ppor. Strejmik, kpr. Janicki, kpr. Oleksiński, kpr. Majewski, st.szer. Szymański |
| Samoloty          |                                                                                                 |                                                                                                 |                                                                                                 |
| Stan              | Uzupełnienie                                                                                    | Zniszczone                                                                                      | Ewakuacja                                                                                       |
| 8 PZL.23 Karaś    | 2 PZL.43 Czajka                                                                                 | 10                                                                                              | 0                                                                                               |

## Personel eskadry
| Stopień, imię i nazwisko        | Okres pełnienia służby   | Kolejne stanowisko |
| ------------------------------- | ------------------------ | ------------------ |
| por. pil. Romuald Strobel       | 1924 – XII 1927          |                    |
| kpt. obs. Tadeusz Krajewski     | XII 1927 – 30 X 1930     |                    |
| Henryk Borowy                   | 30 X 1930 – 12 II 1934   |                    |
| kpt. pil. Kazimierz Benz        | 12 II 1934 –             |                    |
| por. pil. Łukiński              | p.o. 19 III – 1 XII 1935 |                    |
| kpt. pil. Andrzej Kładko        | 2 XII 1935 – 3 X 1936    |                    |
| kpt. obs. Julian Wojda          | 3 X 1936 – 4 VIII 1938   |                    |
| kpt. obs. Franciszek Rybicki    | 4 VIII 1938 – 1 XII 1938 |                    |
| kpt. obs. Władysław Chrzanowski | 1 XII 1938 – IX 1939     |                    |

| Stanowisko         | Stopień, imię i nazwisko               | Przydział we IX 1939 |
| ------------------ | -------------------------------------- | -------------------- |
| dowódca            | kpt. Władysław Chrzanowski             |                      |
| zastępca dowódcy   | kpt. Stanisław Maria Józef Łojasiewicz |                      |
| oficer taktyczny   | kpt. Henryk Kołodziejek                |                      |
| oficer techniczny  | ppor. Zygmunt Dyszlewski               |                      |
| starszy obserwator | por. Józef Burzyński                   |                      |
| pilot              | por. Piotr Józef Kowalski              |                      |
| pilot              | ppor. Grzegorz Kekusz                  |                      |
| obserwator         | por. Stefan Marian Hałłas              |                      |
| obserwator         | por. Jan Eichstaedt                    |                      |
| obserwator         | ppor. Jan Kardasz                      |                      |
| obserwator         | ppor. Brunon Zygmunt Strejmik          |                      |

| Dowództwo eskadry              | Dowództwo eskadry                        | Dowództwo eskadry                        |
| Stanowisko                     | Stopień imię i nazwisko                  | Stopień imię i nazwisko                  |
| ------------------------------ | ---------------------------------------- | ---------------------------------------- |
| dowódca eskadry                | kpt. obs. Władysław Chrzanowski          | kpt. obs. Władysław Chrzanowski          |
| oficer taktyczno-operacyjny    | kpt. pil. Henryk Kołodziejek             | kpt. pil. Henryk Kołodziejek             |
| oficer techniczny              | ppor. tech. Zygmunt Dyszlewski           | ppor. tech. Zygmunt Dyszlewski           |
| lekarz eskadry                 | ppor. rez. lek. Bernard Chrzanowski      | ppor. rez. lek. Bernard Chrzanowski      |
| szef mechaników                | st. majster wojsk. Władysław Kosiedowski | st. majster wojsk. Władysław Kosiedowski |
| Załogi samolotów               |                                          |                                          |
| Obserwatorzy                   | Piloci                                   | Strzelcy pokładowi                       |
| por. Wacław Chomka             | ppor. Bolesław Kuzian                    | kpr. Bernard Jankowski                   |
| por. Stefan Hałłas             | pchor. Władysław Radwański               | kpr. Marek Majewski                      |
| por. Czesław Malinowski        | kpr. Tadeusz Bojakowski                  | kpr. Brunon Steinborn                    |
| ppor. Jan Kardasz              | kpr. Zdzisław Bednarek                   | kpr. Czesław Tęgowski                    |
| ppor. Jan Pycia                | kpr. Piotr Głydziak                      | st. szer. Zbigniew Komornicki            |
| ppor. Brunon Strejmik          | kpr. Alojzy Gusowski                     | st. szer. Benedykt Kornacki              |
| ppor. Leszek Suskiewicz        | kpr. Józef Janicki                       | st. szer. Henryk Ostrowski               |
| ppor. Jerzy Wierzbicki         | kpr. Michał Leszkiewicz                  | st. szer. Tadeusz Rybacki                |
| pchor. Jan Klocek              | kpr. Stanisław Oleksiński                | st. szer. Antoni Szymański               |
| pchor. Mieczysław Malinowski   | kpr. Andrzej Plenkiewicz                 | st. szer. Zygfryd Blachowski             |
| pchor. Leon Ośmiałowski        | kpr. Mieczysław Rzewuski                 |                                          |
| pchor.Fabian Pokorniewski      | kpr. Konstanty Soroko                    |                                          |
| pchor. Tadeusz Tuszyński       | kpr. Kazimierz Thiesler                  |                                          |
| kpr. pchor. Alfons Kisielnicki | kpr. Władysław Wasilewski                |                                          |
| kpr. pchor. Stefan Tabaczyński |                                          |                                          |

## Wypadki lotnicze
- 21 czerwca 1924 podczas lotu treningowego na samolocie Ansaldo 300 zginęli st. sierż. pil. Wacław Wańczura i por. obs. Stefan Pudłowski[1].
- 2 sierpnia 1929 podczas lotu szkolnego zginął ppor. obs. Wacław Wardejn, który w tym czasie był odkomenderowany do Dęblina na kurs pilotażu[4].
- 27 sierpnia 1930 podczas lotu treningowego na samolocie Potez XXVII zginął pod Krasnobrodem por. obs. Walenty Azarewicz, a kpt. pil. Leopold Pamuła doznał obrażeń[4].
- 21 listopada 1930 na samolocie Potez XXVII nr 41.115 zginął wypadku lotniczym kpr. pil. Wacław Wakuła, a obserwator ppor. Dionizy Durko nie doznał większych obrażeń[5].
- 30 października 1937 w miejscowości Łabiszyn podczas lotu służbowego na samolocie Potez XXV zginęli st. szer. pil. Jan Garstecki oraz ppor. obs. Witold Basiński[7].
- 10 grudnia 1937 podczas lotu szkoleniowego na samolocie PZL-23 „Karaś” zginęli kpr. pil. Henryk Rawicki oraz st. sierż. Marcin Cebula, a godzinę później por. pil. Witold Popławski i kpr. pil. Wincenty Fabiszewski[7].

## Samoloty eskadry
W 1939 eskadra dysponowała 8 samolotami PZL.23B Karaś i 1 samolotem RWD-8.

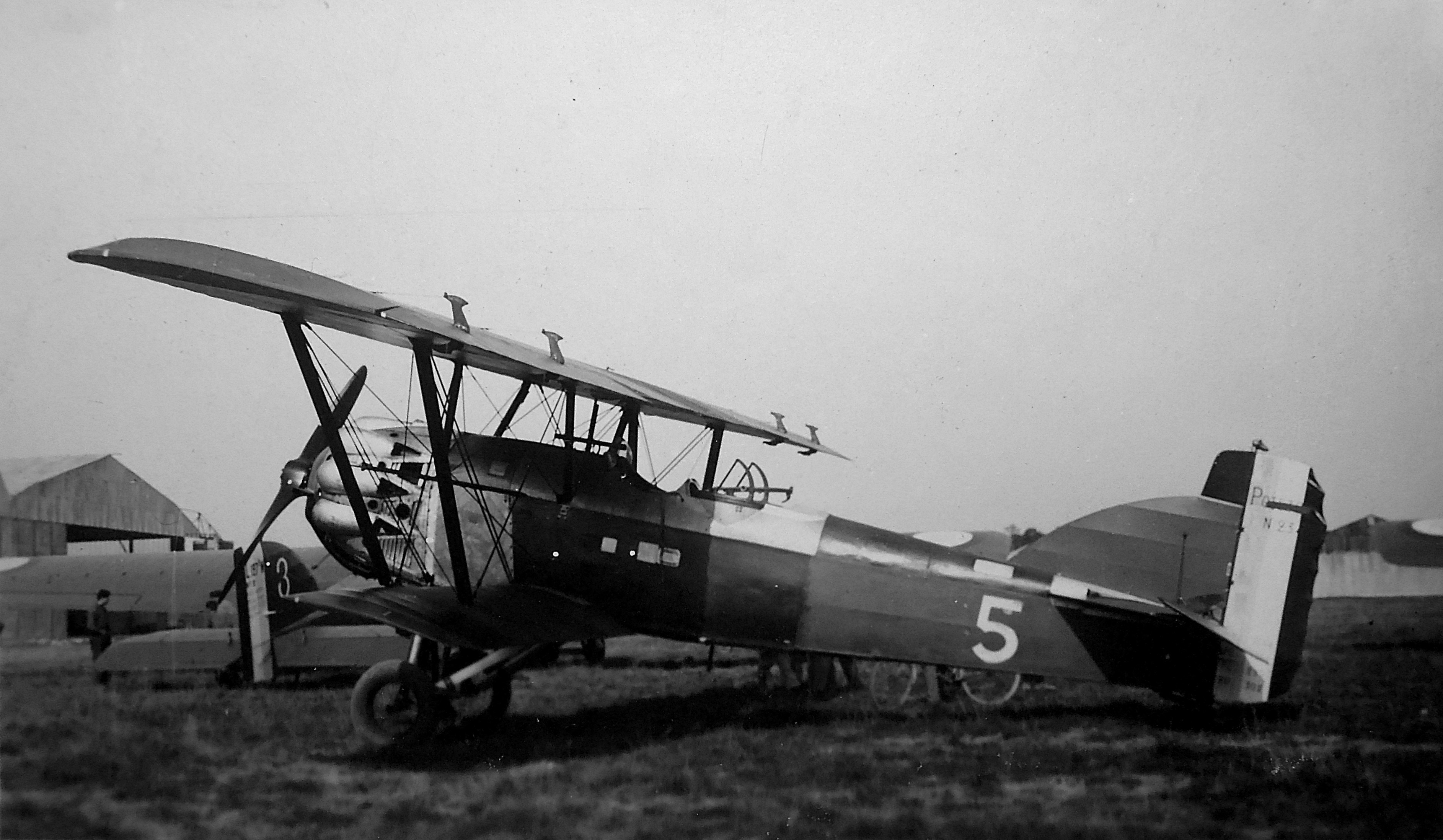
Potez XXV
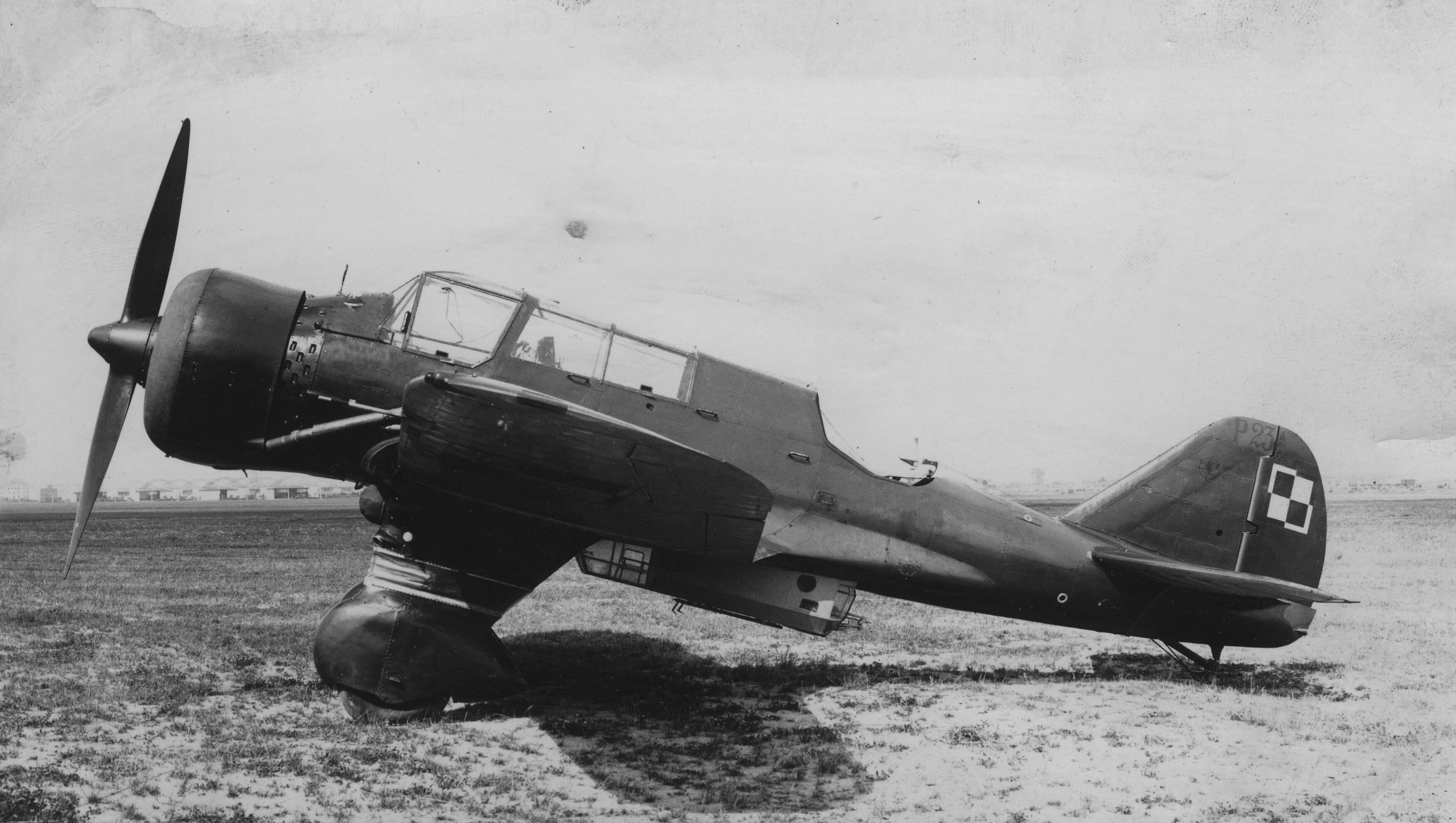
PZL.23 Karaś (1937 – 1939)
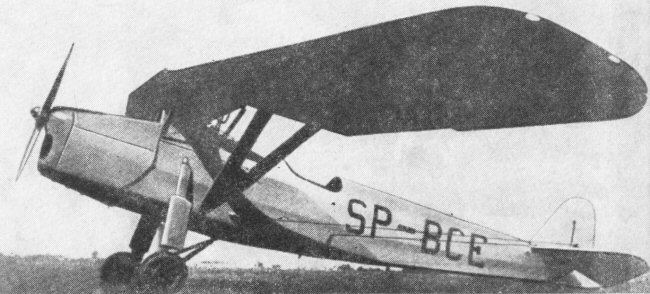
RWD-8
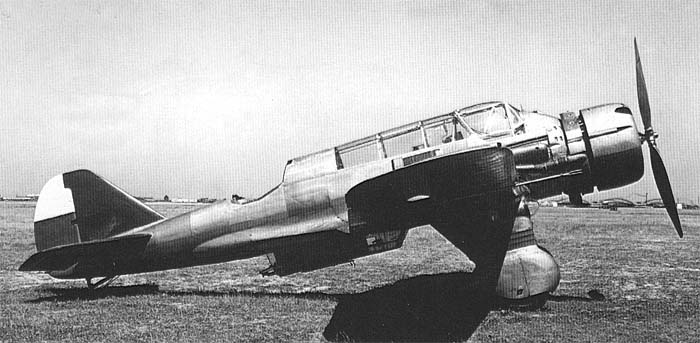
PZL.43 Czajka (uzupełnienie)